# Teofilów Przemysłowy
Teofilów Przemysłowy – łódzka dzielnica przemysłowa położona w północno-zachodniej części miasta, ograniczona od: południa – ul. Aleksandrowską, wschodu – linią kolejową nr 15, zachodu – ul. Szczecińską i północy – ul. Hodowlaną. Na południe od niego znajduje się osiedle mieszkaniowe Teofilów.
W ramach podziału na obszary Systemu Informacji Miejskiej funkcjonuje rejon o tej nazwie. Jest on jednak znacznie rozleglejszy niż faktyczne rozmiary strefy przemysłowej i zawiera w sobie niezurbanizowane tereny Marianowa i Borowca (występujące na północ od ul. Hodowlanej).